# Lam Ujong (Sakti)
Lam Ujong is een bestuurslaag in het regentschap Pidie van de provincie Atjeh, Indonesië. Lam Ujong telt 447 inwoners (volkstelling 2010).